# Ilm-Auwald
Der Ilm-Auwald ist ein Auwald am Oberlauf der Ilm zwischen der Stadt Ilmenau und ihrem Ortsteil Langewiesen. Seit 1989 steht das 3,5 Hektar große Biotop als Flächennaturdenkmal unter Schutz. 

## Geografie

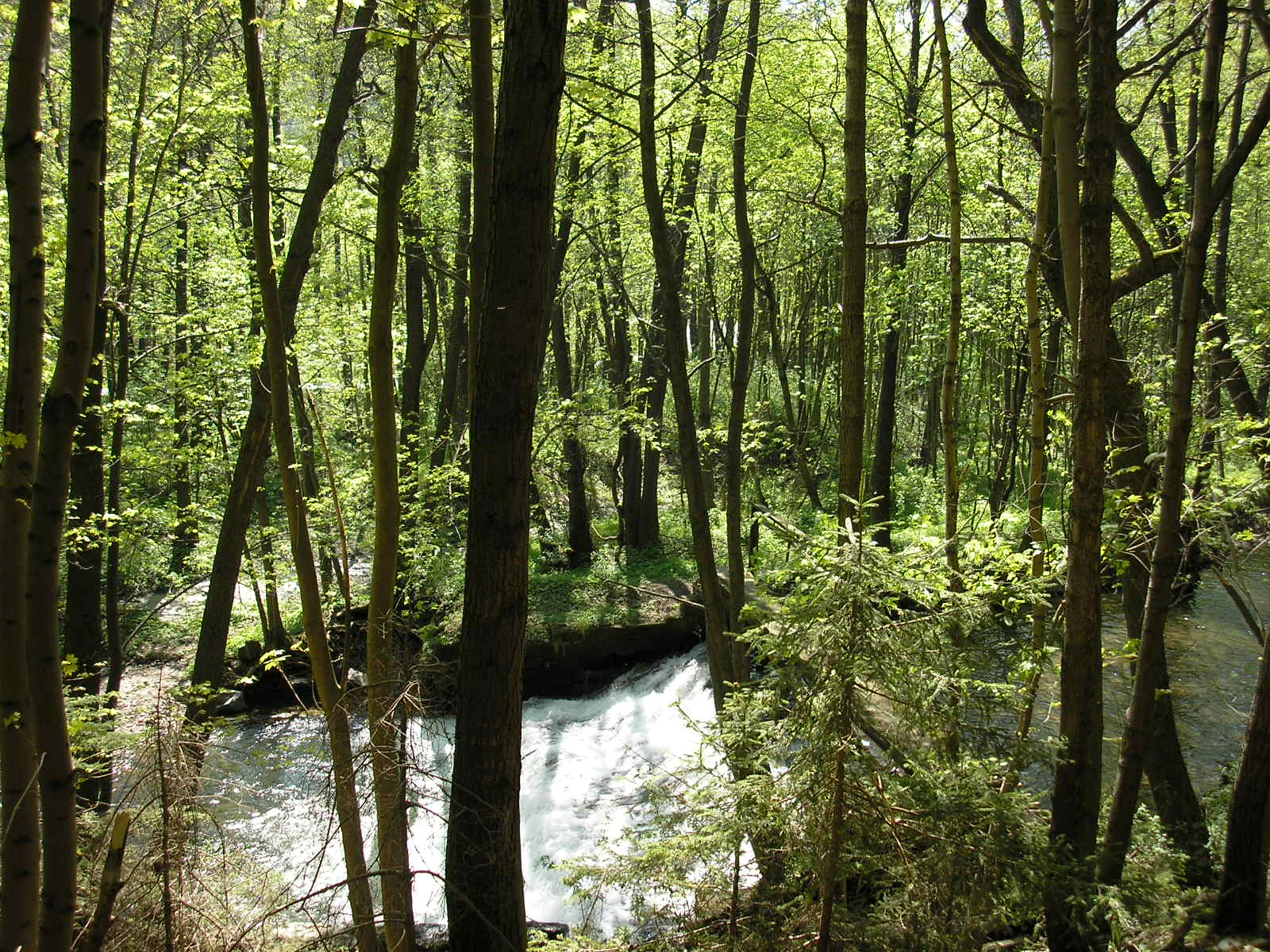
Ilm-Auwald im Frühling

Der Wald liegt in 460 Metern Höhe, beginnt etwa 50 Meter unterhalb der Ilmbrücke am Grenzhammer und erstreckt sich bis zum Recyclinghof in Langewiesen in einem einen Kilometer langen und maximal gut 100 Meter breiten Streifen zu beiden Ufern der Ilm. Südgrenze ist der Ilmtal-Radweg, welcher hier identisch mit dem Ilm-Rennsteig-Radweg auf der Trasse der ehemaligen Bahnstrecke Ilmenau–Großbreitenbach verläuft, Nordgrenze ist ein Waldweg vom Gasthaus Fridolin zum Recyclinghof.
Der Auwald weist einige ehemalige Überflutungsmulden der Ilm auf, die heute durch den teilregulierten Flusslauf der Ilm (Vertiefung und Uferbefestigung mit Bruchsteinen) trocken liegen. Auch ein Wehr befindet sich im Wald. Früher zweigte hier nach Süden ein Mühlgraben ab, der heute trocken liegt.

## Flora und Fauna
Der Auwald besteht zum Großteil aus Schwarzerlen, aber auch Bruchweide, Spitzahorn, Bergahorn und Esche sind hier vertreten. Nach Süden wird der Wald um etwa 70 Meter vom Tragberg überragt, weshalb die Sonneneinstrahlung und die damit verbundene Wärmeentwicklung im Auwald geringer ist als in der Umgebung. Verbunden mit dem dichten Dach der Baumkronen sorgt dies dafür, dass unter den Bäumen nur Pflanzen gedeihen, die kühle, feuchte und dunkle Standorte bevorzugen. Dazu zählen der Schwarze Holunder, die Weiße Pestwurz, der Rauhaar-Kälberkopf und das Fuchssche Kreuzkraut. Für den Auwald charakteristisch ist die Vielfalt an Frühjahrsblühern wie dem Hohlen Lerchensporn, dem Gelben Windröschen, dem Buschwindröschen, dem Wald-Goldstern und dem Bärlauch. Insgesamt wurden im Auwald etwa 60 verschiedene Pflanzenarten gezählt.  
Zu den vertretenen Tierarten gehören unter anderem der Eisvogel, die Wasseramsel, verschiedene Enten- und Rallenarten, der Grünspecht, der Kleinspecht und die Gebirgsstelze. Bei einer Zählung im Jahr 1986 konnten 41 Vogelarten nachgewiesen werden, von denen 24 auch im Auwald brüteten.